# Ruine Aichelburg
Die Ruine Aichelburg ist die Ruine einer Höhenburg auf einer bewaldeten Rückfallkuppe des ins Gailtal abstreichenden Hanges südlich der Ortschaft St. Stefan an der Gail in Kärnten. Die Burg war Ende des 17. Jahrhunderts – vermutlich aufgrund von durch ein Erdbeben verursachten Schäden – aufgegeben worden, die erhaltenen Reste sind denkmalgeschützt.

## Geschichte
Von der ursprünglichen mittelalterlichen Anlage aus dem 13. oder 14. Jahrhundert ist wenig bekannt. Der Bau, bei dem es sich nur um einen Turm gehandelt haben dürfte, wurde am 11. Juni 1307 erstmals urkundlich erwähnt, als anlässlich einer Güterteilung der Görzer unter anderem der turen bey sand Stephan bey der Geyle dem Grafen Heinrich zufiel. 1432 wurde erstmals eine „Aichelburg“ urkundlich genannt, sie wurde allerdings durch die Truppen von Kaiser Friedrich III. spätestens 1460 zu großen Teilen zerstört. Nach dem Tod seines Vaters erlaubte Maximilian I. 1494 Leonhart Platzer, die Burg wieder auszubauen.
Maximilian belehnte am 8. September 1500 Christoph Viertaler, einen wohlhabenden Grazer Bürger, mit dem Anwesen. Viertaler gilt als Begründer der Familie Aichelburg, nachdem er 1507 in den Adelsstand erhoben worden war und sich fortan „von Aichelburg“ nennen durfte. Die Burg brannte im Jahr 1516 ab, an ihrer Stelle wurde anschließend ein Neubau errichtet, der wohl so aussah, wie ihn Valvasor 1688 darstellte. Die Burg war nur bis 1691 bewohnt und wurde nach einem Brand aufgegeben – vermutlich war sie aber schon beim Erdbeben des Jahres 1690 so stark beschädigt worden, dass ihre Bewohner sie verließen. Anschließend wurde sie als „Steinbruch“ verwendet und teilweise abgetragen.

## Baubeschreibung
Lange Zeit waren die Reste der Ruine fast zur Gänze von Bäumen und Gestrüpp überwuchert. Erhalten sind noch größere, zwei bis vier Meter hohe Teile der etwa 80 cm starken Ringmauer sowie Reste der beiden Türme. Vom Wohngebäude selbst sind nur noch geringe Reste der nordöstlichen Ecke erhalten. Der Halsgraben ist, wenngleich mit Abbruchmaterial gefüllt, noch gut zu erkennen. Die steinerne Gedenksäule vor dem Zugang zur Burg an der Nordost-Ecke der Anlage wurde um 1900 von Leopold Freiherr von Aichelburg-Labia aufgestellt.

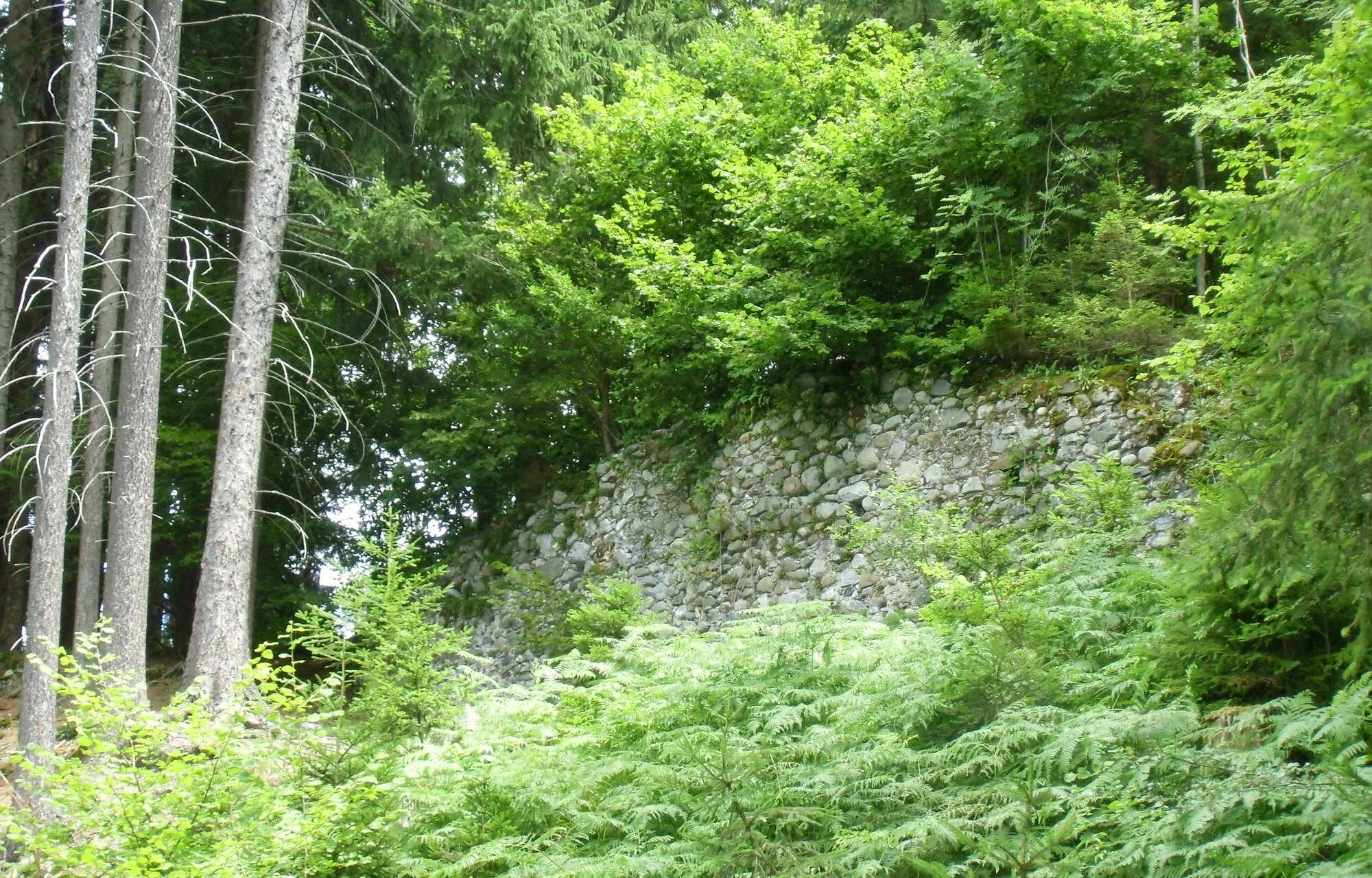
Westmauer der Ruine
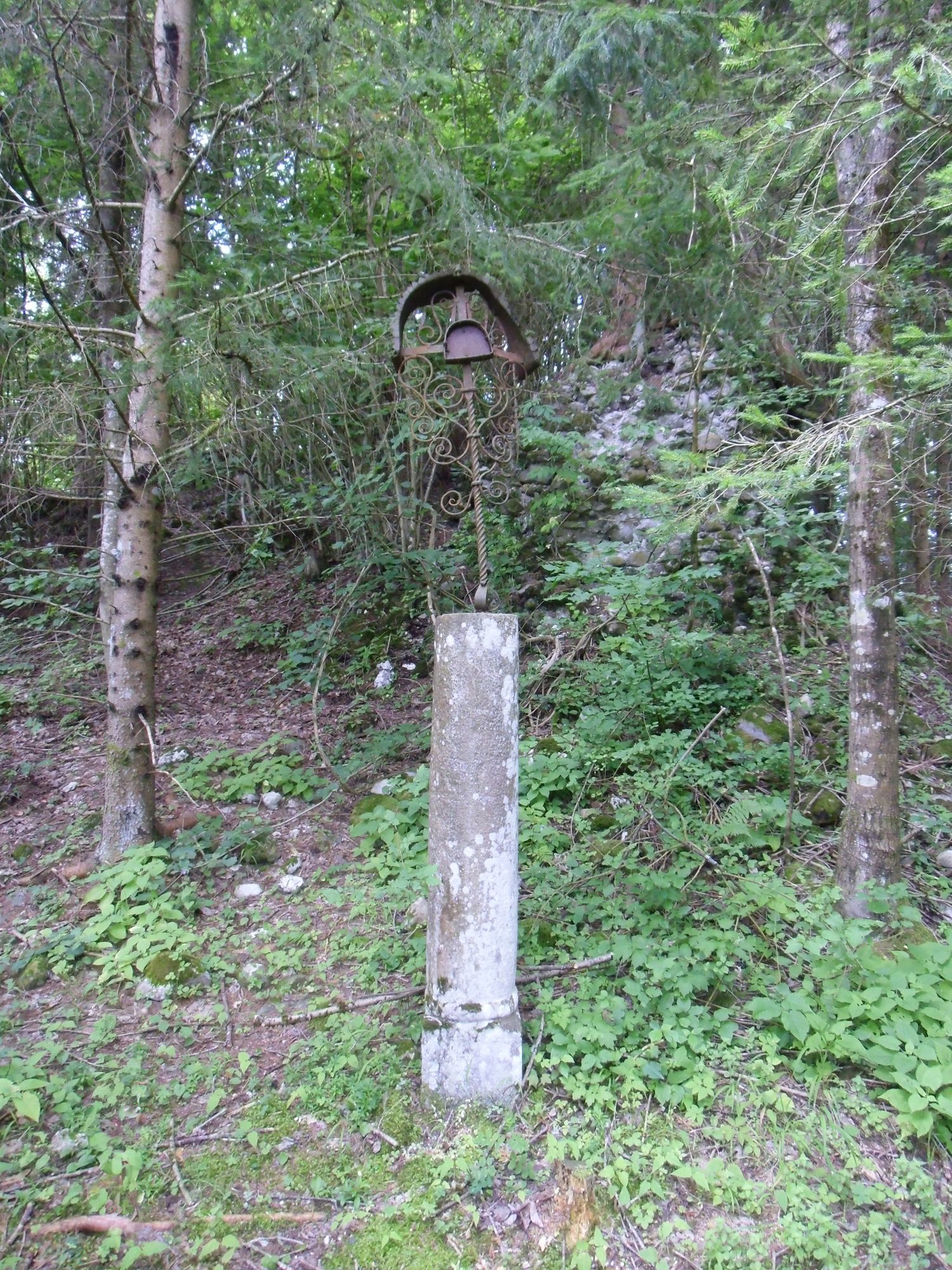
Gedenksäule am Burgeingang

Die Darstellung bei Valvasor zeigt ein dreigeschoßiges, kubisches Renaissanceschloss mit Walmdach und einem Erker in einer Ecke des Gebäudes. Dieses Gebäude war von einer hohen und durch zwei Türme bewehrten Mauer umgeben, die einen Zwinger einschloss. Unterhalb der Mauer fiel das Gelände steil ab, vom Eingang der Burg führte eine Brücke zur gegenüberliegenden Anhöhe, auf der sich ein Wirtschaftsgebäude befand.